# 粉背多变杜鹃
粉背多变杜鹃（学名：Rhododendron selense sp. jucundum）为杜鹃花科杜鹃花属下的一个亚种。